# Henrieta Moravčíková
Henrieta Hammer Moravčíková (Bratislava, 2 de noviembre de 1963) es una arquitecta, profesora universitaria, editora y comisaria de exposiciones eslovaca.

## Biografía
Graduada en arquitectura en 1987 y doctorada en 1995, en ambos casos en la Universidad Tecnológica Eslovaca en Bratislava (STU), es profesora de la misma universidad desde 2005. Su área de investigación se centra en la crítica de la arquitectura de los siglos XX y XXI.
Directora del Departamento de Arquitectura del Instituto de Historia de la Academia Eslovaca de las Ciencias de Bratislava, es editora y miembro del consejo editorial de la revista científica Architektúra & Urbanizmus. De 1997 a 2009 fue la editora jefe de la revista mensual ARCH. Es también la responsable del grupo de trabajo eslovaco de Docomomo y miembro del comité de expertos del Premio Europeo del Espacio Público Urbano.
Ha publicado distintos monográficos, decenas de estudios y textos críticos en los que analiza la arquitectura del siglo XX y ha trabajado como comisaria en varias exposiciones. Es autora de Modern And/Or Totalitarian in the Architecture of the 20th Century in Slovakia (Slovart, 2014) y, junto con Matus Dulla, escribió un reconocido estudio monográfico sobre arquitectura eslovaca Architecture in Slovakia: Concise History (Slovart, 2005). Sus publicaciones han sido premiadas en más de una ocasión con el Premio de traducción de la Fundación Eslovaca de Literatura y el Premio Martin Kusý por sus trabajos en teoría de la arquitectura.